# Hotel Continental (Tánger)
El Hotel Continental es uno de los hoteles más antiguos de Tánger, Marruecos. Está situado en la zona de la medina de la ciudad y algunas de las habitaciones dan al puerto.  Fue construido en 1870. Las páginas amarillentas de su libro de visitas del siglo XIX mencionan a entre otros residentes notables, Edgar Degas, Winston Churchill. The Sheltering Sky de Bernardo Bertolucci se filmó parcialmente aquí.